# 氯对苯二甲酸
氯对苯二甲酸是一种有机化合物，化学式为C8H5ClO4。它可由2-氯-4-甲基苯乙酮和高锰酸钾或氯对二甲苯和硝酸的氧化反应制得。它和混酸（H2SO4/HNO3）反应，可以得到2-氯-5-硝基-1,4-苯二甲酸。它可用于构筑金属有机框架材料。